# Ctenium newtonii
Ctenium newtonii är en gräsart som beskrevs av Eduard Hackel. Ctenium newtonii ingår i släktet Ctenium, och familjen gräs. Inga underarter finns listade i Catalogue of Life.